# Центральное статистическое бюро Израиля
Центра́льное статисти́ческое бюро́ Израиля (ивр. הלשכה המרכזית לסטטיסטיקה‎, ЦСБ Израиля) — израильское правительственное учреждение, основанное в 1949 году для проведения исследований и публикации статистических данных по всем аспектам жизни Государства Израиль, в том числе по вопросам населения, общества, экономики, промышленности, образования и физической инфраструктуры.
Главный офис расположен в Иерусалиме (в районе Гиват Шауль), дополнительный офис расположен в Тель-Авиве.

## Глава ЦСБ
ЦСБ Израиля возглавляет «национальный статистик», который назначается по рекомендации премьер-министра Израиля. До июля 2016 года должность называлась «государственный статистик».
Обязанности статистика были определены в разделе 2 «Постановления о статистике (новая версия)» 1972 года: «Статистик возглавляет бюро и руководит статистической системой в государственных учреждениях».
Национальный статистик назначается правительством, и его работа заключается только в профессиональных целях. Управляет бюро через вице-статистика и двух заместителей: заместителя по административным вопросам и заместителя по профессиональным вопросам. Старшие руководители отделов также подчиняются Национальному статистику.
| Имя            | Годы         |
| -------------- | ------------ |
| Роберто Беки   | 1948 — 1971  |
| Моше Сикрон    | 1972 — 1993  |
| Йосеф Яхав     | 1994 — 2001  |
| Шломо Ицхаки   | 2002 — 2012  |
| Дани Пепперман | 2013 — 2022  |
| Йоэль Финкель  | 2022 — 2023  |
| Ярон Флос      | 2023 — н. в. |